# امیرکوی، قسطمونی
امیرکوی (به ترکی استانبولی: Emirköy) یک منطقهٔ مسکونی در ترکیه است که در قسطمونی واقع شده‌است.